# Semion Palatnik
Semen ou Sam ou Semion Aleksandrovitch Palatnik est un joueur d'échecs soviétique puis ukrainien (de 1992 à 1997), puis américain né le 26 mars 1950 à Odessa.

## Biographie et carrière
Palatnik obtint un diplôme d'ingénieur de l'université polytechnique d'Odessa en 1975 et exerça la profession d'ingénieur de 1979 à 1982. De 1982 à 1994, il fut vice-président de la fédération ukrainienne des échecs.
Palatnik représenta l'Union Soviétique lors des olympiades universitaires (championnats du monde par équipes de moins de 26 ans) en 1974 et 1976, remportant deux médailles d'or par équipe et deux médailles d'or individuelles.
En 1976 et 1979, il remporta la Coupe d'Europe des clubs d'échecs avec l'équipe du Bourevestnik (il marqua 5,5 points en sept parties).
Il reçut le titre de grand maître international en 1978 et fut classé 66e joueur mondial en 1982.
Il remporta les tournois de Philadelphie (World Open) en 1991, Calcutta et Hradec Kralove  en 1988.
Dans les années 2000, Palatnik servit d'entraîneur pour les équipes américaines et ukrainiennes de jeunes. Dans les années 2010, il entraîna plusieurs équipes nationales dont l'équipe d'Inde.

## Publications
Palatnik a publié avec Lev Alburt : 
- The King in Jeopardy: The Best Techniques for Attack and Defense (Comprehensive Chess Course Series), 1999 ;
- Chess Strategy for the Tournament Player (Comprehensive Chess Course), 2008 ;
- Chess Tactics for the Tournament Player (Vol. 3) (Comprehensive Chess Course Series) ;
- Platonov's Chess Academy: Using Soviet-era Methods to Improve 21st-century Openings, 2012.

Il a également publié :
- avec Mark Ishee : The Tarrasch Formula: One Badly Placed Piece Makes Your Whole Position Bad ;
- avec Michael Khodarkovsky : The Chess GPS.